# Becal'el Smotrič
Becal'el Jo'el Smotrič (hebrejsky בצלאל יואל סְמוֹטְרִיץ׳‎; * 27. února 1980 Chispin) je izraelský krajně pravicový politik a advokát, od roku 2022 ministr financí v šesté vládě Benjamina Netanjahua. Je předsedou strany Národní náboženská strana-Náboženský sionismus (do roku 2021 Tkuma, poté do roku 2023 Náboženský sionismus), dříve působil jako poslanec Knesetu za Jaminu. Bydlí v izraelské osadě Kedumim na okupovaném Západním břehu Jordánu.
Smotričovy radikální názory vedly k několika kontroverzím. Je zastáncem rozšiřování izraelských osad na Západním břehu Jordánu, je proti palestinské státnosti a popírá existenci palestinského národa. Je obviňován z podněcování nenávisti vůči izraelským Arabům, když v říjnu 2021 řekl izraelským arabským zákonodárcům, že „je chyba, že Ben Gurion nedokončil práci a nevyhnal vás v roce 1948“. Sám sebe označil za „fašistického homofoba“ a prohlásil, že gay pride jsou „horší než bestialita“.

## Biografie
Je otcem pěti dětí a žije v izraelské osadě Kedumim. Angažuje se v organizaci Regavim. Patří mezi nejvýraznější postavy mladé generace židovských osadníků na Západním břehu Jordánu. V roce 2006 se podílel na protestech proti přehlídce Gay Pride v Jeruzalému. V kampani před volbami roku 2015 se od této své aktivity distancoval s poukazem na mládí. Označil se nicméně za hrdého homofoba. Homosexuálové podle něj mají právo být abnormální ve svém soukromí, ale neměli by si klást požadavky na stát.
Ve volbách v roce 2015 byl zvolen do Knesetu za stranu Židovský domov.
Od roku 2019, kdy se Becal'el Smotrič stal předsedou strany Tkuma, spolupracovala strana s krajně pravicovými uskupeními Židovský domov a Židovská síla. V roce 2021 Smotrič dokončil rebranding strany z Tkuma na Náboženský sionismus. Krátce poté vytvořily strany Náboženský sionismus, Židovská síla a No'am předvolební alianci pro volby do knesetu 2021. Společný postup ve volbách jim přinesl šest mandátů. Společně kandidovali také ve volbách v roce 2022. Skončili na třetím místě s 10 % hlasů. Náboženský sionismus získal sedm mandátů, Židovská síla šest mandátů a No'am jeden mandát. Ihned poté se aliance rozpadla. Smotrič se stal ministrem financí. V srpnu 2023 se strany Náboženský sionismus a Židovský domov sloučily do strany Národní náboženská strana-Náboženský sionismus, kterou Smotrič nadále vedl.
V lednu 2025, po oznámení dojednání dohody o příměří ve válce Izraele s Hamásem, Smotrič pronesl, že šlo o „špatnou dohodu nebezpečnou pro národní bezpečnost Izraele“. Současně uvedl, že v Netanjahuově vládě jeho strana zůstane jen pokud se premiér zaručí, že Izrael dokončí své válečné cíle, zejména zničení Hamásu. Před vládním hlasováním o přijetí dohody o příměří, se vedení strany sešlo k projednání postoje. Smotrič se podle izraelských médií obával ztráty voličské podpory v případě odsouhlasení příměří. Kvůli Smotričovu váhání bylo odloženo jednání bezpečnostního vládního kabinetu. Premiér Netanjahu před svoláním jednání požadoval jasné stanovisko Smotriče a jeho strany. Následně se měli dohodnout na tom, že Smotrič nepřijme dohodu, ale zůstane ve vládě. Výměnou měl dostat příslib, že po první fázi příměří se Izrael vrátí do války. Na jednání vlády následně hlasoval proti přijetí dohody o příměří s Hamásem.
Podle deníku The Wall Street Journal připravoval vrchní žalobce Mezinárodního trestního soudu Karim Khan, před svým nuceným odchodem na dovolenou z důvodu obvinění ze sexuálního útoku, vydání zatykačů na Smotriče za izraelské osady na okupovaném Západním břehu Jordánu. Podle deníku The Observer pokračují Khanovi zástupci na přípravě žádosti o vydání zatykačů.
V červnu 2025 ho Spojené království, Kanada, Austrálie, Nový Zéland a Norsko zařadilo spolu s ministrem Itamarem Ben Gvirem na sankční seznam. Oběma ministrům byl zakázán vstup do těchto států a jejich účty v těchto zemích byly zmrazeny. Na seznam byly zařazeni kvůli podněcování k extremistickému násilí a závažnému porušování lidských práv Palestinců. Americký ministr zahraničí Marco Rubio rozhodnutí odsoudil a uvedl: „… Hamás je teroristická organizace, která spáchala nevýslovná zvěrstva… Připomínáme našim partnerům, aby nezapomínali, kdo je skutečný nepřítel.“ V červenci jej Slovinsko spolu s Ben Gvirem označilo za nežádoucí osoby za jejich extrémní násilí, závazné porušování lidských práv a genocidní výroky během války v Pásmu Gazy.
Poté, co na něj byly uvaleny první mezinárodní sankce, zablokoval coby ministr financí vyplácení rozpočtových příjmů Palestinské autonomii (Izrael kontroluje výběr daní na Západním břehu Jordánu). Hrozil tím kolaps služeb. Od května do srpna 2025 činila zadržená suma již miliardu šekelů.